# Rödvingebaggar
Rödvingebaggar (Lycidae) är en familj i insektsordningen skalbaggar. Det finns minst 3 000 arter, varav de flesta förekommer i tropiska och subtropiska delar av världen. Norrut finns ett mindre antal arter. I Sverige är sex arter påträffade.

## Kännetecken
Rödvingebaggar har vanligen en långsträckt och förhållandevis platt kroppsbyggnad med enfärgade, rödaktiga täckvingar som ofta har tydliga ribbor. Den röda färgen är en varning om att skalbaggarna är osmakliga eller giftiga för predatorer. Täckvingarna kan även vara gulbrunaktiga. En del arter har täckvingar som är tvåfärgade, till exempel i gulbrunt och svart, och ofta är det då spetsen på täckvingarna som är svart. Halsskölden kan ha liknande färg som täckvingarna, men den kan också vara svart. Kropp, ben och antenner är vanligen svarta.

## Levnadssätt
Fullbildade rödvingebaggar ses ofta på blommor. Larverna lever ofta under barken på träd i murken ved. Som andra skalbaggar genomgår rödvingebaggarna fullständig förvandling med utvecklingsstadierna ägg, larv, puppa och imago.